# Тэдзука, Макото
Макото Тэдзука (яп. 手塚 眞 Тэдзука, Макото, род. 11 августа 1961) — японский кинорежиссёр и аниме-режиссёр, родился в Токио. Он частично владеет Tezuka Productions и помогал в выпуске посмертных работ своего отца, Осаму Тэдзуки.
Тэдзука управляет собственной компанией Neontetra. Он является представителем совета директоров Культурного фонда Осаму Тэдзуки, продюсером и директором Мемориального зала Осаму Тэдзуки (англ. Memorial Hall for Tezuka Osamu). Тэдзука преподает кинопроизводство в Токийском технологическом университете и в Имидж форуме Токио. Он женат на художнице манги Рэйко Окано. Тэдзука — потомок Хаттори Хандзо, ниндзя и самурая, который служил Токугаве Иэясу в период Сэнгоку в Японии. Он руководил созданием манга-сериала Наоки Урасавы Pluto, поскольку в ней использована сюжетная линия из манги его отца Astro Boy.

### Аниме
- Akuemon (OAV): режиссёр
- Black Jack (2004, ТВ): режиссёр
- Black Jack 21 (ТВ): режиссёр
- Black Jack Special: The 4 Miracles of Life: режиссёр
- Black Jack: The Two Doctors Of Darkness (п/ф): режиссёр
- Dr. Pinoko no Mori no Bouken (п/ф): супервайзер
- Pluto: главный супервайзер